# Sako Baru
Sako Baru is een bestuurslaag in het regentschap Palembang van de provincie Zuid-Sumatra, Indonesië. Sako Baru telt 6699 inwoners (volkstelling 2010).